# Islamic Center

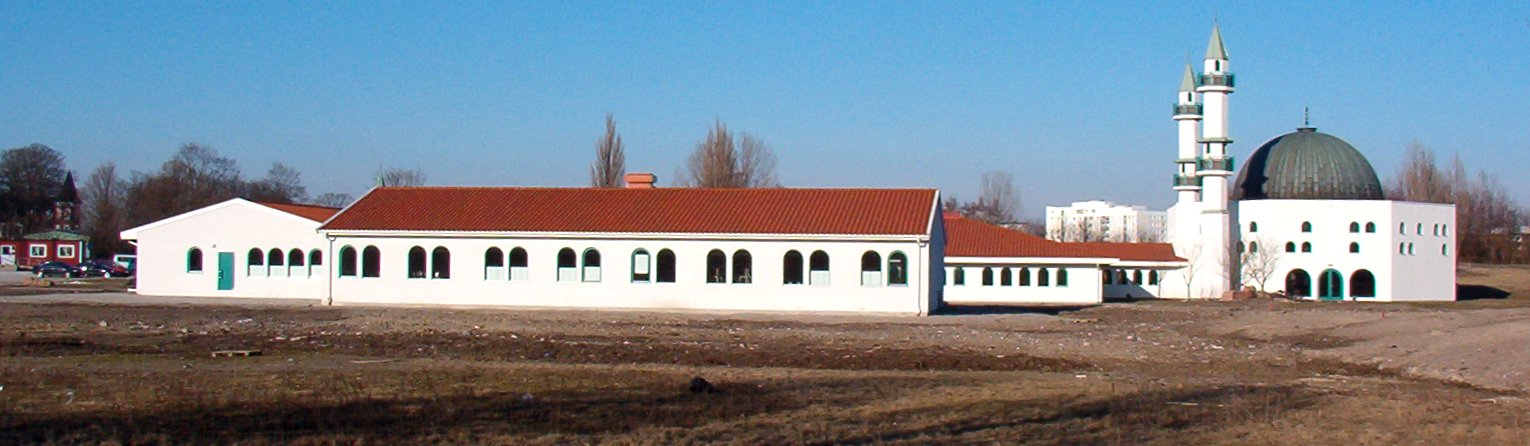
Moskén i Malmö

Islamic Center är en religiös organisation som sköter Malmö moské.

## Bakgrund
Tanken på en moské i Malmö väcktes runt 1960-talet. Planeringen för bygget påbörjades i slutet av 1970-talet och byggnaden av moskén började i april 1983. Initiativtagaren till projektet var Bejzat Becirov.
Malmö stad var villig att ändra sin stadsplanering och undvara en stor tomt på 32 000 kvadratmeter till moskén. Den 20 april 1984 hölls den första fredagsbönen i den nya moskén. På 1980-talet ökade den muslimska församlingen i Sverige på grund av invandring. Moskén blev för liten för att tillgodose behovet hos Malmös muslimer. Idag är den utbyggd. År 2000, efter att verksamheten fått ekonomiska problem, försökte Islamiska Kulturföreningen i Malmö med den hjälp av den saudiska stiftelsen al-Haramain ta kontrollen över moskén  genom att försöka muta Becirov med 5 miljoner dollar. I gengäld skulle den saudiska stiftelsen införa den mer konservativa wahabbistiska tolkningen av islam, men erbjudandet avvisades.

## Verksamhet
Det är många som besöker Islamic Center, flera tusen bekännare som varje år använder sig av moskéns service i sina dagliga böner, koranskolor, begravningar, vigslar och olika föreläsningar. Centret besöks av ungdomsorganisationer och olika föreningar, andra församlingar samt privatpersoner som är intresserade av centrets aktiviteter. 
Moskén besöks även årligen av hundratals studenter, lärarkandidater, sjuksköterskor, politiker, ungdomsledare, kommunala tjänstemän med flera.
Till de fem dagliga bönerna kommer ca 100 personer; de flesta äldre. På fredagsbönen brukar det vara ungefär 1 000 besökare medan många begränsar sig till att besöka moskén under de två största högtiderna. De senaste åren har många unga kvinnor börjat vända sig till moskén för att få hjälp i familjekonflikter. Invandrade barn lär sig oftast snabbare att anpassa sig till det svenska samhället än sina föräldrar vilket i sin tur kan skapa spänningar i familjen. Islamic Center går in som medlare mellan föräldrar och barn för att hitta lösningar på kulturkrockar inom familjen.
Andra tjänster som moskén erbjuder sina medlemmar är familjerådgivning, skilsmässa, veckoslutsläger för barn, ungdomsverksamhet, nationella konferenser samt tvättning, svepning och begravning av de avlidna.
Islamic Center arbetar även med att bekämpa fördomar. Islamic Center säger sig motarbeta okunskap genom att dels hjälpa myndigheter och företag med information och tolkning och dels genom de många studiebesök man tar emot.
Sedan hösten år 2000 har Islamic Center bedrivit en friskola för låg- och mellanstadiet. Enligt Islamic Center skall Ögårdsskolan inte betraktas som ett alternativ utan som ett komplement. Skolan har nästan uteslutande svenska lärare med svensk utbildning. All undervisning sker enligt den svenska läroplanen med fokus på socialkompetens- med det för skolans profil viktiga tillägget islamologi. Ögårdsskolan är även öppen för alla icke-muslimer.

## Problem
I december 2009 meddelades att Islamic Center krävdes på en miljon kronor i obetalda skatter.
2009 anklagades Becirov av allmän åklagare för grovt bokföringsbrott.
2013 meddelade Becirov att stiftelsen läggs ned. Skatteverkets krav på ekonomisk redovisning var för omfattande och tillika orättvisa, enligt Becirov. Moskén och församlingslokalerna ägs fortsatt av den libyska organisationen World Islamic Call Society som tog över ägandet 2009.

## Branden
Natten till den 27 april 2003 utbröt en brand i Islamic Centers moské i Jägersro i Malmö. Vid släckningsarbetet blev brandkåren attackerad av stenkastning. Detta var enligt P1 morgon 2008 02 14 första gången i Sverige som brandmän blev attackerade på detta sätt. Efter sex månaders mordbrandsutredning och omfattande uppröjningsarbete kunde moskén i Malmö åter öppna på fredagen 24 oktober.

## Framtiden
När resurser finns, planerar moskén att bygga ut verksamheten till att omfatta bland annat kvinnojour (kvinnor skall kunna söka skydd i moskén), ålderdomshem, köpcentrum, bibliotek, studentbostäder, restaurang med mera.